# Graball, Tennessee
Graball, Tennessee (енгл. Graball) насељено је место без административног статуса у америчкој савезној држави Тенеси.

## Демографија
По попису из 2010. године број становника је 236.
| Група             | 2000.    | 2010.       |
| Белци             | 0 (0,0%) | 224 (94,9%) |
| Афроамериканци    | 0 (0,0%) | 0 (0,0%)    |
| Азијати           | 0 (0,0%) | 0 (0,0%)    |
| Хиспаноамериканци | 0 (0,0%) | 7 (3,0%)    |
| Укупно            | 0        | 236         |